# Nhật Bản xâm lược Đài Loan (1874)
Sự kiện Mẫu Đơn Xã (tiếng Trung: 牡丹社事件) là một sự kiện quân sự và ngoại giao xảy ra ở Đài Loan vào năm 1874. Nhật Bản đã lấy cớ rằng thủy thủ đoàn trên thuyền vương quốc Lưu Cầu vào năm 1871 đã bị người dân bản địa phía nam Đài Loan giết hại tại Bát Dao Loan (nay thuộc hương Sư Tử, huyện Bình Đông) nên thực hiện hoạt động quân sự ở Đài Loan. Sự kiện này đánh dấu lần đầu tiên Nhật Bản sử dụng quân đội bên ngoài lãnh thổ sau cuộc Duy tân Minh Trị, đồng thời cũng là một cuộc đấu tranh ngoại giao quan trọng giữa nhà Thanh và Nhật Bản.
Vào thời điểm đó, vương quốc Lưu Cầu là nước chư hầu của cả Nhật Bản và nhà Thanh, nằm trong phạm vi ảnh hưởng của cả hai nước. Năm 1871, một con thuyền thuộc Lưu Cầu do bão lớn đã trôi dạt đến khu vực người dân bản địa phía nam Đài Loan, và thủy thủ đoàn đã bị người dân bản địa tấn công, khiến hàng chục người thiệt mạng. Chính phủ Nhật Bản, với danh nghĩa bảo vệ người dân Lưu Cầu, đã cử quân tấn công các bộ tộc Paiwan ở miền nam Đài Loan vào năm 1874, đặc biệt là Mẫu Đơn Xã.
Sự kiện này không chỉ là cơ hội để Nhật Bản thể hiện sức mạnh quân sự, mà còn là một bước quan trọng trong việc mở rộng ảnh hưởng. Nhà Thanh phản đồi Nhật Bản thực hiện chiến dịch này, và sau đó cả hai bên đã tiến hành đàm phán ngoại giao. Cuối cùng, nhà Thanh, vì mối quan hệ với Nhật Bản, đã thừa nhận việc kiểm soát không hiệu quả của mình đối với người dân bản địa ở phía nam Đài Loan và phải bồi thường cho Nhật Bản. Sự kiện này cũng thúc đẩy triều đình nhà Thanh tăng cường quản lý Đài Loan và đặt nền móng cho chính sách bành trướng sau này của Nhật Bản.
Tại Nhật Bản, sự việc này được gọi là Xuất binh Đài Loan (tiếng Nhật: 台湾出兵, Chiến dịch chinh phạt Đài Loan (tiếng Nhật: 征台の役, Sự kiện Đài Loan tiếng Nhật: 台湾事件.

## Bối cảnh

### Nguyên nhân gián tiếp
Vương quốc Lưu Cầu đã trở thành chư hầu nhà Thanh từ thời nhà Minh, với quốc vương Lưu Cầu được triều đình phong tước vị và gửi triều cống, trở thành một quốc gia quan trọng trong hệ thống chư hầu nhà Thanh. Tuy nhiên, sau cuộc xâm lược phiên Satsuma (Nhật Bản) vào năm 1609, Lưu Cầu dần mất đi tính tự chủ và trở thành chư hầu của cả nhà Thanh và Nhật Bản.
Năm 1609, do khó khăn tài chính và tình hình bất ổn, phiên Satsuma đã mở rộng ảnh hưởng bằng cách gửi quân tấn công và chiếm Lưu Cầu (Chiến tranh Nhật Bản – Lưu Cầu). Mặc dù hoàng gia Lưu Cầu vẫn được duy trì, nhưng trên thực tế, Lưu Cầu trở thành vùng đất chịu kiểm soát từ phiên Satsuma, trong khi quần đảo Amami bị sáp nhập trực tiếp vào lãnh thổ Satsuma. Vương quốc Lưu Cầu từ đó chịu sự kiểm soát chính trị từ Nhật Bản, nhưng vẫn tiếp tục triều cống cho triều đình nhà Thanh và duy trì quan hệ ngoại giao, trở thành một trung tâm giao thương trung chuyển giữa Nhật Bản và nhà Thanh.
Vào nửa cuối thế kỷ 19, Nhật Bản trải qua những thay đổi lớn về chính trị và xã hội. Năm 1867, phong trào Phục hồi Hoàng quyền đã kết thúc thời kỳ Mạc phủ Edo, mở ra thời kỳ Minh Trị Duy Tân. Trong quá trình cải cách này, một lượng lớn samurai (tầng lớp võ sĩ) mất đi địa vị và tạo ra sự bất ổn trong xã hội. Để giải quyết những vấn đề nội bộ này, Saigō Takamori và những người ủng hộ "luận thuyết chinh phạt Triều Tiên" đã đề xuất chính sách mở rộng ra nước ngoài, nhằm chuyển hướng bất mãn trong nước bằng cách xâm chiếm Triều Tiên. Tuy nhiên, do tính chất phức tạp vấn đề ngoại giao với Triều Tiên, kế hoạch này đã không nhận được ủng hộ từ nội các Nhật Bản, dẫn đến những người ủng hộ chủ trương chinh phạt bị cách chức.。
Một số học giả cho rằng nguyên nhân chính phủ Nhật Bản "gửi quân đến Đài Loan" nhằm trấn an nhóm samurai mất đi địa vị, thực hiện chính sách mở rộng ra bên ngoài, và cuộc viễn chinh đến Đài Loan được coi là một trong những biện pháp để làm dịu tình hình. Bên cạnh việc trấn an samurai, chính phủ Nhật Bản nhận thức rõ ràng về giá trị kinh tế và chiến lược Đài Loan. Nằm ở bờ biển Đông Nam Á, Đài Loan có tầm quan trọng về địa chính trị đối với chính sách mở rộng xuống phía Nam của Nhật Bản. Về mặt kinh tế, Đài Loan có nguồn tài nguyên phong phú, và Nhật Bản muốn thử nghiệm khả năng chiếm đoạt tài nguyên này thông qua cuộc viễn chinh. Do vương quốc Lưu Cầu là chư hầu cả nhà Thanh và Nhật Bản, Nhật Bản muốn thách thức sự kiểm soát của nhà Thanh đối với Đài Loan, đồng thời mở rộng ảnh hưởng của mình trong khu vực Đông Á.
Các học giả khác tin rằng nguyên nhân sự kiện này liên quan đến rào cản ngôn ngữ và hiểu lầm văn hóa. Người dân bản địa tại Đài Loan đã có hành động thù địch với thủy thủ Lưu Cầu, nhưng điều này không hoàn toàn xuất phát từ sự hung bạo mà chủ yếu do hai bên không thể giao tiếp và hiểu nhau.

### Nguyên nhân trực tiếp
Năm 1871 (Minh Trị năm thứ 4, Đồng Trị năm thứ 10), tàu Yamatohara từ đảo Miyako trên đường nộp thuế đến Naha đã bị bão cuốn trôi đến vùng Bát Dao Loan. Sự kiện này trở thành nguyên nhân trực tiếp dẫn đến Sự kiện Mẫu Đơn Xã. Trên tàu có 69 người từ đảo Miyako, 3 người chết đuối, còn lại 66 người sống sót và lên bờ. Những người dân Lưu Cầu này sau đó gặp người dân bản địa bộ tộc Paiwan thuộc Cao Sĩ Phật Xã, miền nam Đài Loan.
Ban đầu, người bản địa ở Cao Sĩ Phật Xã tiếp đón những người Lưu Cầu với thiện chí. Tuy nhiên, do không hiểu ngôn ngữ và sự khác biệt văn hóa, đã xảy ra những hiểu lầm và tranh cãi giữa hai bên. Cảm thấy lo lắng và nguy hiểm, những người Lưu Cầu đã bỏ trốn khỏi bộ lạc một cách bí mật. Khi người bản địa phát hiện ra sự biến mất, họ nghi ngờ rằng những người này có thể tiết lộ vị trí bộ lạc và dẫn đến bị tấn công từ bên ngoài. Trong sự lo ngại và tâm lý phòng vệ, những người bản địa đã truy đuổi và giết chết 54 người Lưu Cầu, theo phong tục "xuất thảo" (một hành động chặt đầu kẻ thù của người bản địa). Trong số những người thiệt mạng có hậu duệ gia tộc quý tộc Lưu Cầu là Nakazone Toyomiya. 12 người sống sót được cứu bởi hai người Hán địa phương là Dương Hữu Vượng và Dương A Tài, sau đó họ được chính quyền nhà Thanh sắp xếp đưa về Lưu Cầu. Trong các sự kiện tương tự, nhà Thanh thường an ủi gia đình các nạn nhân và đưa những người sống sót trở về Lưu Cầu, đây là một thông lệ vào thời đó.
Tuy nhiên, vào năm 1871, Nhật Bản đang tiến hành cải cách "Phế phiên, lập huyện", phiên Satsuma được đổi thành tỉnh Kagoshima, và vương quốc Lưu Cầu, vốn là nước chư hầu Satsuma, cũng bị chính phủ Nhật Bản đưa vào phạm vi quản lý tỉnh Kagoshima. Năm 1872, chính phủ Nhật Bản tiến thêm một bước, đơn phương xóa bỏ vị thế độc lập vương quốc Lưu Cầu và thiết lập "phiên Lưu Cầu", thực tế là sáp nhập Lưu Cầu vào lãnh thổ Nhật Bản.
Lúc này, chính phủ Nhật Bản đã sử dụng sự kiện Bát Dao Loan như một cơ hội để đàm phán với nhà Thanh. Năm 1873, Ngoại vụ khanh Nhật Bản, Soejima Taneomi, đã gửi yêu cầu tới Tổng lý Nha môn nhà Thanh, yêu cầu chính phủ nhà Thanh trừng phạt những người bản địa ở Đài Loan. Tuy nhiên, đại thần nhà Thanh là Mao Sưởng Hy (毛昶熙) đã trả lời: "Lưu Cầu và Đài Loan đều là lãnh thổ của chúng tôi, người hai nước chư hầu này tự giết nhau, nên là việc chúng tôi xử lý", ám chỉ đây là vấn đề nội bộ nhà Thanh và không liên quan đến Nhật Bản. Soejima đã lập luận rằng trong số những người gặp nạn có một số ngư dân tỉnh Oda (nay là tỉnh Okayama Nhật Bản), vì vậy Nhật Bản có quyền can thiệp vào vụ việc này. Mao Sưởng Hy đã trả lời thêm rằng "các bộ tộc bản địa ở Đài Loan, được gọi là "sinh phiên" (chỉ những người bản địa Đài Loan chưa được đồng hóa), thuộc về dân tộc ngoại vi, nơi mà chính quyền nhà Thanh không thể kiểm soát hiệu quả, do đó không thể can thiệp vào hành động của họ". Soejima đã sử dụng lời biện minh này như một cái cớ, tuyên bố rằng nếu nhà Thanh không quan tâm đến hành động người bản địa Đài Loan, tạo cơ hội coi khu vực này là "đất vô chủ", thì Nhật Bản có quyền tự mình xử lý vấn đề này. Đây là lý do mà Nhật Bản viện cớ để tiến hành cuộc tấn công quân sự.

## Diễn biến

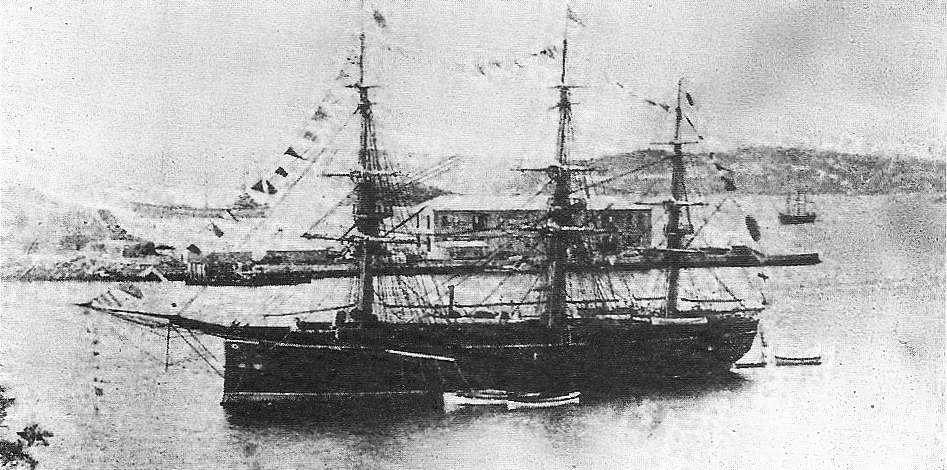
Ryūjō là tàu chiến chủ lực trong cuộc chinh phạt Đài Loan.

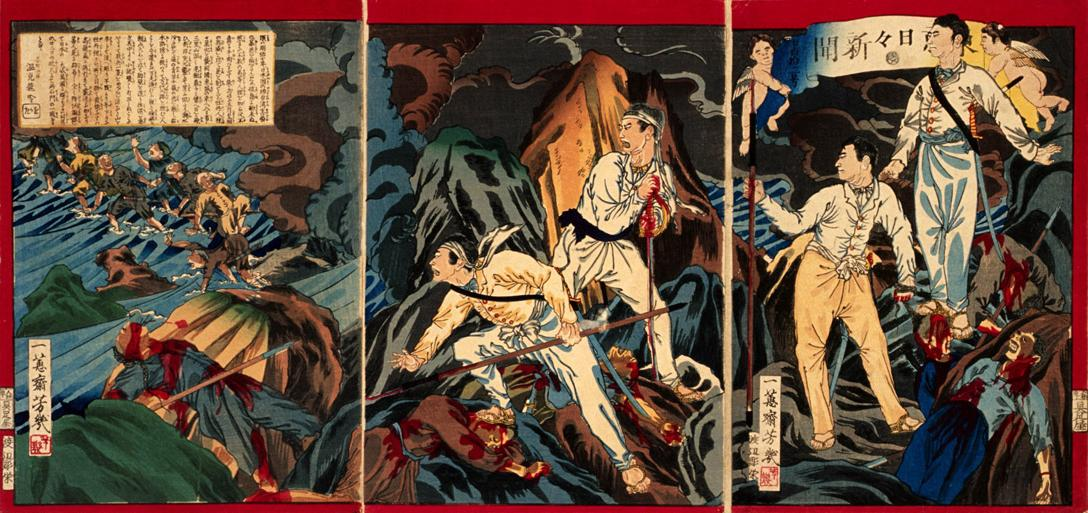
Trận chiến Thạch Môn, chống lại thổ dân "Botan", là cuộc chạm trán nghiêm trọng nhất cuộc chinh phạt.

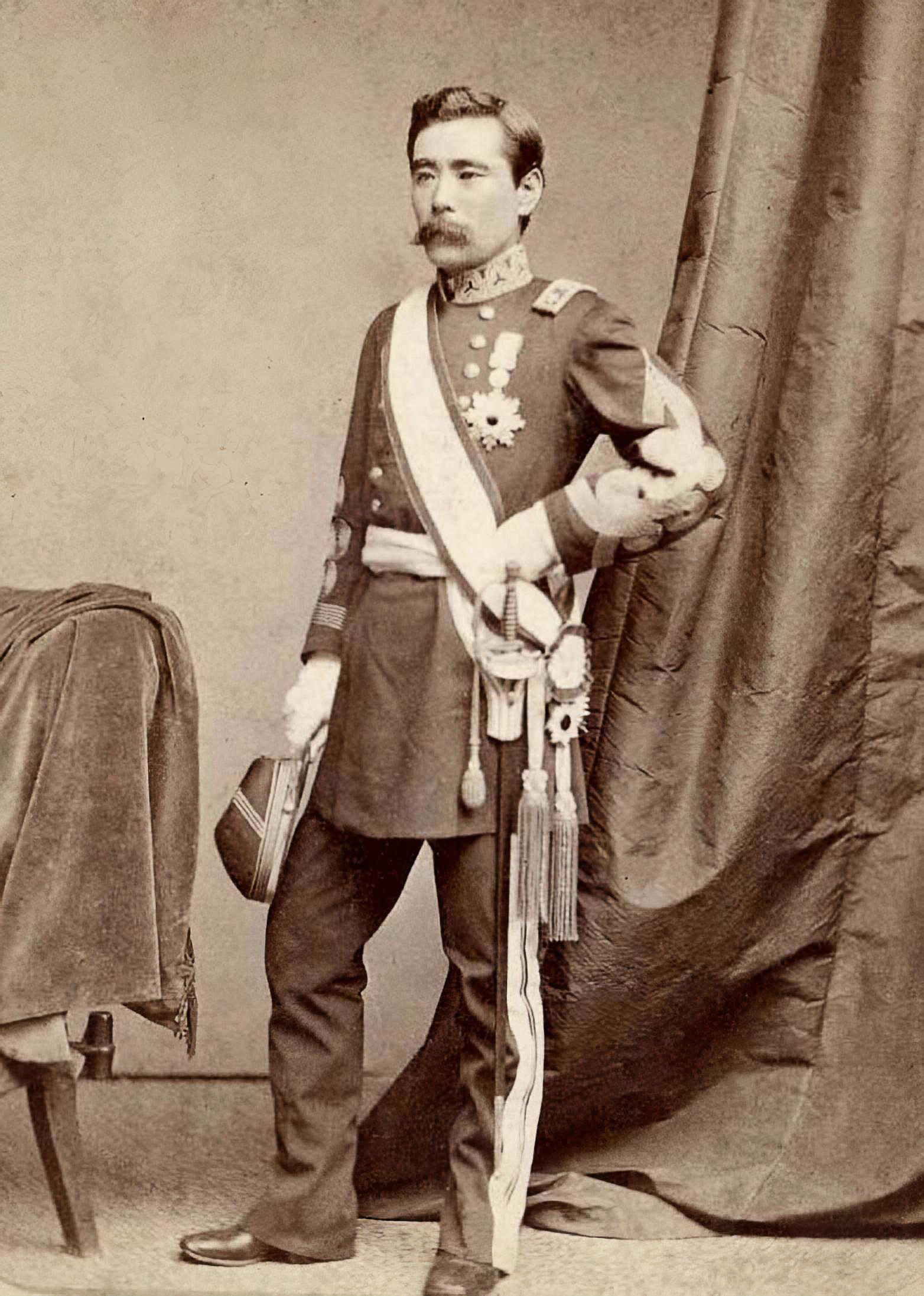
Hầu tước Saigo Tsugumichi chỉ huy lực lượng viễn chinh Nhật Bản với tư cách là trung tướng trong cuộc chinh phạt Đài Loan.

### Chuẩn bị
Trước khi quyết định xuất binh tấn công Đài Loan, Nhật Bản đã tiến hành nhiều công tác chuẩn bị. Chính phủ Nhật Bản bổ nhiệm Trung tướng Lục quân Saigō Tsugumichi (em trai của Saigō Takamori) làm Đô đốc "Cục Sự vụ Phiên địa", phụ trách toàn bộ cuộc hành quân. Ngoài ra, Nhật Bản đã thuê cố vấn quân sự Mỹ Charles William Le Gendre (tên Trung Quốc là Lý Tiên Đắc), cựu Tổng lãnh sự Mỹ tại Hạ Môn, người có hiểu biết sâu rộng về khu vực dân tộc bản địa Đài Loan. Le Gendre đã thiết kế một kế hoạch quân sự cụ thể cho Nhật Bản và đóng vai trò là cố vấn chiến lược.
Nhật Bản cũng cử các sĩ quan như Kabayama Sukenori và Mizuno Jun tới Đài Loan để tiến hành điều tra trước, thu thập thông tin tình báo. Trong quá trình chuẩn bị, Nhật Bản thuê tàu Anh và Mỹ, đồng thời có kế hoạch tuyển dụng thêm nhiều chuyên gia và nhân viên nước ngoài để tăng cường sức mạnh cho cuộc hành quân. Tuy nhiên, khi kế hoạch Nhật Bản ngày càng lộ rõ, các cường quốc phương Tây bắt đầu đặt nghi vấn về tính hợp pháp việc Nhật Bản sử dụng vũ lực ở Đài Loan. Đặc biệt, Anh đóng vai trò hai mặt, vừa thông báo cho Trung Quốc về hành động Nhật Bản, vừa đóng vai trò trung gian hòa giải. Anh cũng cảnh báo Trung Quốc rằng kế hoạch quân sự Nhật Bản có sự dính líu tới cố vấn người Mỹ Le Gendre, người bị cho là chủ mưu đứng sau cuộc tấn công này.
Vào tháng 4 năm 1874, khi kế hoạch quân sự của Nhật Bản trở nên rõ ràng, nhà Thanh dần thống nhất lập trường. Từ cấp địa phương như Phủ Đài Loan, Trấn Đài Loan đến các quan cấp cao như Tổng đốc Mân Chiết và Tổng lý Nha môn, tất cả đều nhấn mạnh rằng khu vực "phiên địa" (lãnh thổ người dân tộc bản địa) ở miền nam Đài Loan vẫn là lãnh thổ nhà Thanh. Dù chính quyền nhà Thanh không kiểm soát chặt chẽ các bộ tộc bản địa, nhưng họ khẳng định không cho phép nước ngoài can thiệp vào lãnh thổ của mình. Ngày 18 tháng 4, Tổng lý Nha môn đã chính thức thông báo với Đại sứ Anh Thomas Wade rằng: "Dù người bản địa không tuân theo pháp luật Trung Quốc, nhưng đất của họ vẫn là đất Trung Quốc". Tuyên bố này nhấn mạnh rằng dù người bản địa tự trị, lãnh thổ của họ vẫn thuộc Trung Quốc.
Khi lập trường của nhà Thanh rõ ràng, các cường quốc phương Tây như Anh và Mỹ thay đổi thái độ. Anh và Mỹ tuyên bố giữ thái độ trung lập trong vụ việc, từ chối cho Nhật Bản thuê tàu chiến. Điều này gây khó khăn ngoại giao lớn cho Nhật Bản. Do áp lực quốc tế, chính phủ Nhật Bản bắt đầu xuất hiện sự chia rẽ nội bộ. Chính khách Ōkubo Toshimichi, một quan chức quan trọng trong chính phủ, đã đến Nagasaki để ra lệnh đình chỉ cuộc hành quân. Tuy nhiên, Saigō Tsugumichi từ chối tuân theo lệnh, viện dẫn lý do "mọi thứ đã sẵn sàng" và quyết định tiếp tục tiến quân, dẫn đầu 3.600 binh lính tiến thẳng đến Đài Loan.
Hành động của Saigō Tsugumichi được coi là dấu hiệu sớm chủ nghĩa quân phiệt tại Nhật Bản. Việc ông tự ý hành động bất chấp chỉ thị chính trị cho thấy sự độc lập quân đội Nhật Bản trong các vấn đề quốc tế, thậm chí không tuân thủ kiểm soát từ chính phủ. Sự kiện này được coi là một ví dụ điển hình mô hình "quân đội hành động trước, chính trị xác nhận sau", đặt nền móng cho các cuộc xâm lược và mở rộng lãnh thổ sau này của Nhật Bản.
Nhà sử học nổi tiếng của Nhật Bản, Ryōtarō Shiba, đã có bình luận sâu sắc về cuộc hành quân này, gọi nó là "hải tặc kiểu quan chức" (官製の和寇), chỉ ra rằng đây là một đội quân vô danh, hành động giống như hải tặc trong lịch sử với tính chất bành trướng và cướp bóc.

### Chiến tranh
Ngày 12 tháng 5 năm 1874, quân đội Nhật Bản đổ bộ vào khu vực xã Liêu (nay là hương Xa Thành, huyện Bình Đông) ở miền nam Đài Loan, mở màn chiến dịch quân sự chống lại dân tộc bản địa Paiwan. Cuộc hành quân này diễn ra dưới danh nghĩa trả đũa sự kiện Bát Diêu Loan năm 1871, nhưng thực chất Nhật Bản đã lợi dụng sự kiện này để mở rộng ảnh hưởng đối với cả Lưu Cầu và Đài Loan.
Từ ngày 18 đến 21 tháng 5, đã có nhiều cuộc giao tranh nhỏ lẻ giữa quân Nhật và tộc Paiwan, khiến cả hai bên đều chịu thương vong. Ngày 22 tháng 5, dưới sự chỉ huy Trung tá lục quân Nhật Bản Sakuma Samata, 150 binh lính Nhật Bản đến khu vực Thạch Môn (nay là làng Thạch Môn, Mẫu Đơn, Bình Đông), nơi tộc Paiwan đã lập phục kích. Ban đầu, quân Nhật gặp nhiều khó khăn, nhưng nhờ vào vũ khí tiên tiến và chiến lược hợp lý, quân đội Nhật leo lên vách đá và tấn công từ trên cao, lật ngược thế cờ. Cuối cùng, quân đội Nhật Bản giành chiến thắng, trong khi tù trưởng Aruqu và con trai tử trận.
Sau chiến thắng này, nhiều bộ tộc bản địa khác chọn đứng về phía Nhật Bản, cho thấy sự kháng cự người Paiwan không nhận được sự ủng hộ rộng rãi từ các nhóm bản địa khác.
Từ ngày 1 tháng 6, quân đội Nhật Bản tiến hành chiến dịch càn quét quy mô lớn, tấn công các làng Mẫu Đơn, Cao Sĩ Phật và Xạ Bất Lực. Do không thể chống lại quân đội Nhật Bản được trang bị vũ khí tối tân, nhiều bộ tộc Paiwan đã phải rút lui vào rừng sâu để tránh chiến tranh. Sau khi chiếm được các làng bản địa, quân Nhật đốt cháy nhà cửa để răn đe.
Dưới sức ép liên tục từ quân đội Nhật, sự kháng cự người Paiwan dần suy yếu. Cuối cùng, ngày 1 tháng 7, các bộ tộc bản địa như Mẫu Đơn đã đầu hàng, kết thúc cuộc chiến.
Mặc dù đã giành chiến thắng về mặt quân sự, quân đội Nhật Bản lại gặp khó khăn lớn trong giai đoạn đóng quân sau đó. Họ chuyển đến đóng quân ở Kỳ Sơn (nay là gần Bảo tàng Sinh vật biển quốc gia Đài Loan ở Xa Thành, Bình Đông), nhưng phải đối mặt với môi trường nóng ẩm khắc nghiệt ở miền nam Đài Loan và điều kiện vệ sinh kém, dẫn đến dịch sốt rét và nhiều bệnh nhiệt đới khác lây lan nhanh chóng.
Theo ghi chép từ phía Nhật Bản, trong tổng số 5.990 binh lính và nhân viên tham gia chiến dịch, có đến 16.409 lượt người báo cáo mắc bệnh, trung bình mỗi người mắc bệnh khoảng 2,7 lần. Đáng chú ý, 561 người Nhật tử vong do bị bệnh, cao hơn rất nhiều so với số thương vong do giao tranh.

### Đàm phán giữa Đại Thanh và Nhật Bản
Năm 1874, việc Nhật Bản tiến quân vào Đài Loan đã dẫn đến cuộc đàm phán căng thẳng giữa hai nước, kết thúc bằng việc ký kết "Chuyên ước Bắc Kinh" (北京專約), quy định các điều khoản và kết cục cho cuộc xung đột.

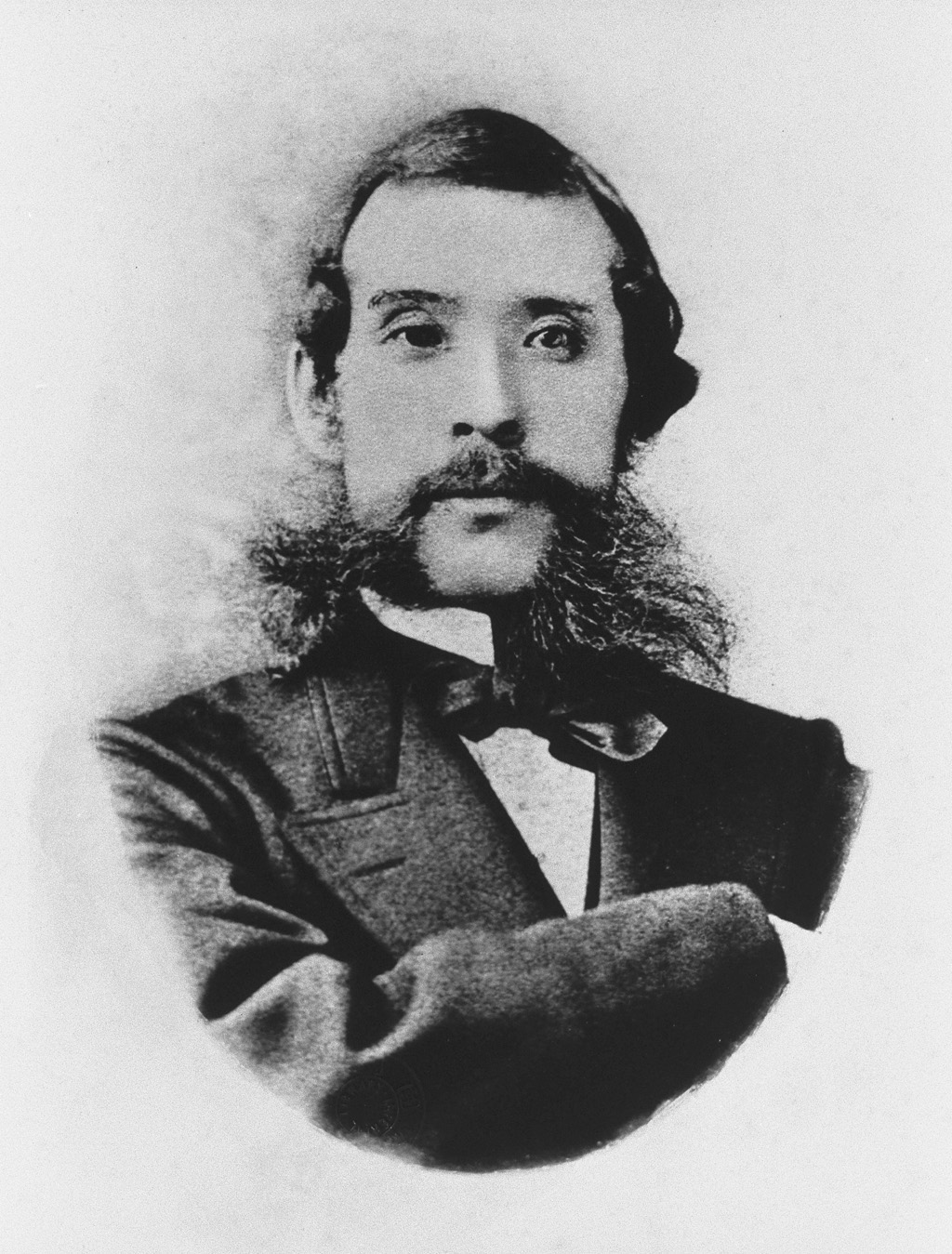
Ōkubo Toshimichi, toàn quyền đại thần

Khi quân đội Nhật Bản tiến vào miền nam Đài Loan vào giữa tháng 5, triều đình nhà Thanh nhanh chóng phản ứng. Đại Thanh cử Thuyền chính Đại thần Thẩm Bảo Trinh (沈葆楨) làm Khâm sai Đại thần, với danh nghĩa đến Đài Loan để tuần thị, nhưng thực tế là để tổ chức phòng thủ và xử lý các vấn đề ngoại giao với Nhật Bản. Đồng thời, Lý Hồng Chương điều động lực lượng quân Hoài dưới sự chỉ huy Đường Định Khuê, khoảng 6.500 quân lính được trang bị pháo và súng trường hiện đại. Từ tháng 9 đến tháng 10, quân đội này dần đổ bộ đến Đài Loan, làm thay đổi cán cân quân sự, củng cố vị thế của Thẩm Bảo Trinh trong các cuộc đàm phán ngoại giao.
Về mặt pháp lý, triều đình nhà Thanh dựa vào cuốn "Đài Loan Phủ Chí" làm bằng chứng, khẳng định rằng các bộ lạc Lang Kiều (琅嶠, tức các bộ lạc thổ dân Đài Loan) đã quy phục nhà Thanh từ năm 1725 và nộp thuế. Thanh triều tuyên bố rằng các bộ lạc thổ dân thuộc quyền quản lý Trung Quốc, và do đó yêu cầu Nhật Bản rút quân, vì vấn đề các bộ lạc nên được xử lý bởi chính quyền Trung Quốc.
Dù ban đầu giành ưu thế về mặt quân sự, quân đội Nhật Bản nhanh chóng đối mặt với môi trường khắc nghiệt tại Đài Loan, đặc biệt là dịch sốt rét và các bệnh nhiệt đới khác. Theo tài liệu từ Nhật Bản, khoảng 650 binh lính Nhật Bản tử vong vì bệnh tật, trong khi chỉ có hơn 20 binh lính tử trận trong chiến đấu. Bên cạnh đó, chi phí quân sự lên tới 12,6 triệu yên, chưa kể 7,7 triệu yên chi cho việc thuê tàu vận chuyển. Điều này khiến chính phủ Nhật Bản nhận ra rằng việc tiếp tục chiến tranh sẽ gây thiệt hại nặng nề, buộc họ phải tìm cách hòa đàm.
Đứng trước tình hình khó khăn, Nhật Bản cử Ōkubo Toshimichi làm toàn quyền đại thần, tới đàm phán với nhà Thanh. Ban đầu, triều đình nhà Thanh có lập trường rất cứng rắn, với quân cơ đại thần Văn Tường thậm chí tuyên bố "không đưa dù chỉ một xu" để đáp lại yêu cầu bồi thường của Nhật Bản. Tuy nhiên, dưới sự hòa giải từ công sứ Anh Sir Thomas Wade , các cuộc đàm phán đã diễn ra thuận lợi hơn.
Vào ngày 31 tháng 10 năm 1874, Trung Quốc và Nhật Bản ký kết "Chuyên ước Bắc Kinh", gồm ba điều khoản chính:
1. Nhật Bản tuyên bố rằng hành động quân sự lần này là vì "bảo vệ nhân dân", và Trung Quốc sẽ không lên án hành động này.
2. Nhà Thanh đồng ý đền bù cho người dân Lưu Cầu thiệt mạng trong sự kiện Bát Diêu Loan, và bồi thường cho Nhật Bản về chi phí xây dựng đường sá và các công trình do quân đội Nhật xây dựng ở Đài Loan.
3. Các công văn trao đổi giữa hai nước liên quan đến sự kiện này sẽ được hủy bỏ, và vấn đề này sẽ không được bàn tới nữa. Đồng thời, nhà Thanh cam kết sẽ xử lý vấn đề các bộ lạc Paiwan để ngăn ngừa sự kiện tương tự trong tương lai.

## Kết quả và tác động

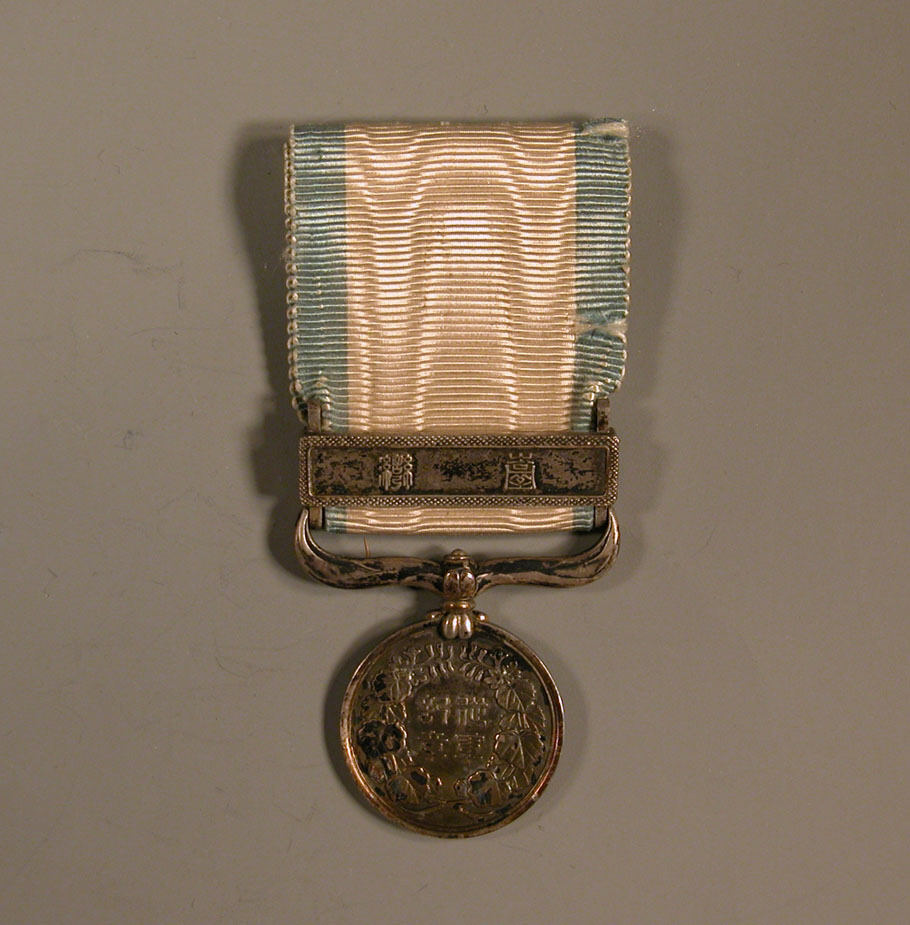
Chính phủ Minh Trị trao tặng Quân đội viễn chính Đài Loan Huy chương Tòng quân Minh Trị năm thứ bảy

Trong cuộc đàm phán giữa nhà Thanh và Nhật Bản, cuối cùng nhà Thanh đã đồng ý chi trả 500.000 lượng bạc, nhưng số tiền này được chia thành hai phần: 100.000 lượng là "tiền bồi thường" cho người dân Lưu Cầu bị giết hại, và 400.000 lượng được chi dưới danh nghĩa "mua đường xá và nhà cửa". Sự sắp xếp này cho phép nhà Thanh tránh thừa nhận việc bồi thường chi phí quân sự cho Nhật Bản, từ đó tránh được xung đột quân sự thêm và giữ được thể diện trên mặt trận ngoại giao.
Những thổ dân đầu hàng được Nhật Bản trao tặng quốc kỳ, điều này trong mắt người thổ dân là biểu tượng cho mối quan hệ hòa bình với Nhật Bản và giúp họ tránh khỏi sự xâm hại từ các bộ lạc thù địch. Tuy nhiên, đối với Nhật Bản, điều này biểu thị quyền thống trị đối với thổ dân Đài Loan. Sự khác biệt về cách hiểu này phản ánh sự khác biệt về văn hóa và nhận thức, đồng thời mở đường cho tham vọng thuộc địa sau này của Nhật Bản.
Ở Nhật Bản, sự kiện Mẫu Đan Xã đã làm dịu đi sự bất mãn phe phái ngoại giao hiếu chiến, những người từng thất vọng khi chính phủ từ chối tiến công Triều Tiên vào năm 1873. Sau sự kiện này, họ dần tin tưởng vào chính sách ngoại giao chính phủ. Cuộc hành quân này do Saigō Tsugumichi (em trai của Saigō Takamori) dẫn đầu, với thành phần chủ yếu là các võ sĩ đến từ phiên Satsuma và Saga, những người đã bị kiềm chế sau cuộc nổi loạn Saga. Thông qua hành động quân sự ở Đài Loan, chính phủ Minh Trị tạm thời ổn định tình hình chính trị trong nước và nâng cao uy tín của mình.
Do "Chuyên ước Bắc Kinh" có đề cập rằng hành động Nhật Bản là "hành động nhân nghĩa bảo vệ dân chúng", chính phủ Nhật Bản cho rằng nhà Thanh đã ngầm thừa nhận Lưu Cầu thuộc về Nhật Bản. Vì vậy, vào năm 1875, Nhật Bản bắt đầu tiến hành "xử lý Lưu Cầu", dần dần làm suy yếu hệ thống triều cống Lưu Cầu đối với nhà Thanh. Năm 1879, Nhật Bản bãi bỏ phiên Lưu Cầu, buộc vua Lưu Cầu Shō Tai di cư đến Tokyo và chính thức biến Lưu Cầu thành tỉnh Okinawa. Mặc dù nhà Thanh đã phản đối, nhưng không thể ngăn chặn hiệu quả. Năm 1880, dù có sự can thiệp của cựu Tổng thống Hoa Kỳ Ulysses S. Grant, hai bên Trung-Nhật vẫn không đạt được thỏa thuận về vấn đề chủ quyền Lưu Cầu, và cuối cùng không có kết quả. Đến năm 1894, sau khi nhà Thanh thất bại trong Chiến tranh Giáp Ngọ và phải nhượng Đài Loan cho Nhật Bản, nhà Thanh không còn khả năng can thiệp vào vấn đề Lưu Cầu, và Lưu Cầu cuối cùng thuộc về Nhật Bản với sự công nhận ngầm về quốc tế.
Sau sự kiện Mẫu Đan Xã, triều đình nhà Thanh nhận ra tầm quan trọng việc quản lý Đài Loan, và bắt đầu tăng cường kiểm soát hòn đảo này bằng cách thực hiện chính sách "khai sơn phủ phiên" nhằm kiểm soát và khai phá các khu vực miền trung, miền đông và vùng đất thổ dân Đài Loan. Năm 1885, nhà Thanh nâng cấp Đài Loan thành tỉnh Phúc Kiến-Đài Loan, củng cố quyền cai trị của mình đối với hòn đảo.
Trong quá trình tấn công Đài Loan lần này, số lượng binh sĩ Nhật Bản tử vong vì bệnh sốt rét và các bệnh nhiệt đới cao hơn nhiều so với thiệt hại trong chiến đấu. Sau khi chính thức chiếm được Đài Loan thông qua "Hiệp ước Mã Quan" năm 1895, Nhật Bản rút ra bài học từ sự kiện này và quyết định đầu tư mạnh mẽ vào xây dựng cơ sở hạ tầng y tế và vệ sinh tại Đài Loan nhằm củng cố quyền cai trị thuộc địa. Điều này đã đặt nền móng cho sự cai trị lâu dài của Nhật Bản tại Đài Loan và có ảnh hưởng sâu sắc đến quá trình hiện đại hóa hòn đảo.